# Castillon-Debats
Castillon-Debats är en kommun i departementet Gers i regionen Occitanien i sydvästra Frankrike. Kommunen ligger i kantonen Vic-Fezensac som tillhör arrondissementet Auch. År 2022 hade Castillon-Debats 333 invånare.

## Befolkningsutveckling
Antalet invånare i kommunen Castillon-Debats
Referens:INSEE